# Tarmo Rüütli
Tarmo Rüütli (n. 11 de agosto de 1954 en Viljandi, Estonia) es entrenador de fútbol y jugó como centrocampista.

## Carrera
Ha sido entrenador de JK Viljandi Tulevik, FC Levadia Tallinn, desde 2007 dirige a la selección de fútbol de Estonia cargo que compagina desde 2009 con el de entrenador del FC Flora Tallinn. Tarmo Rüütli continúa como jugador en activo en FC Soccernet de la cuarta división de Estonia. En la temporada de 2008 marcó 3 goles en 13 partidos.

## Vida personal
Su hijo, Henri Rüütli , también es un futbolista, juega en el FC Nõmme United.